# Deportacje Żydów francuskich do Sobiboru

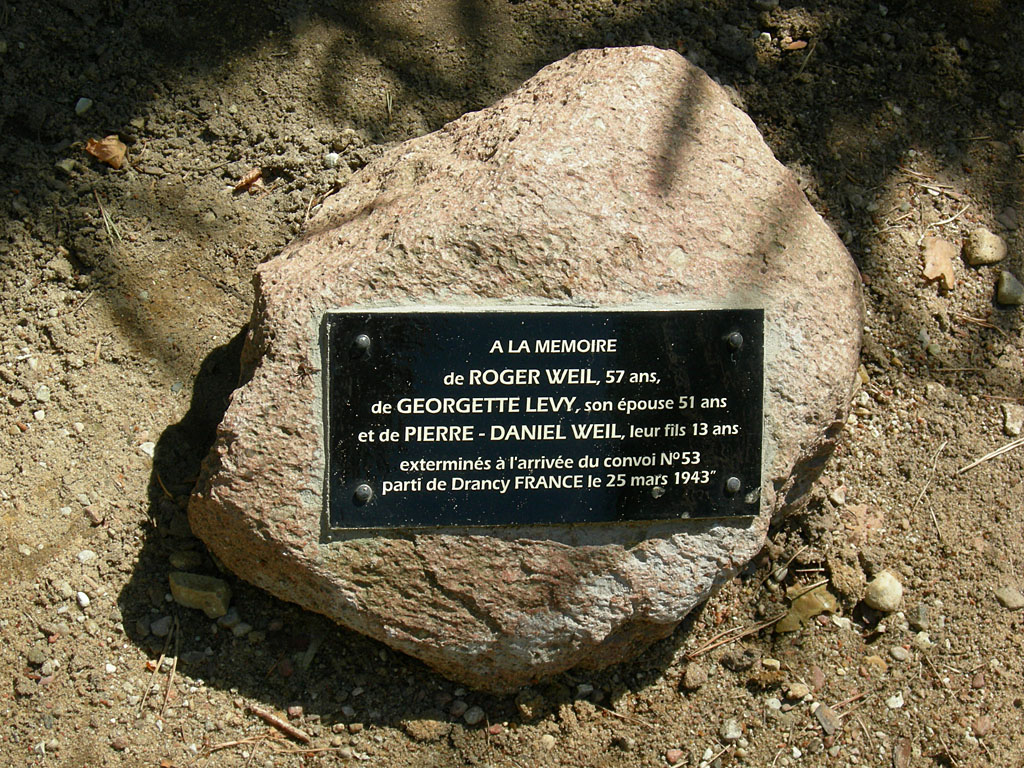
Muzeum Byłego Obozu Zagłady w Sobiborze. Kamień przy Alei Pamięci upamiętniający jedną z rodzin przywiezionych z obozu w Drancy

Deportacje Żydów francuskich do Sobiboru – wywózki Żydów francuskich do obozu zagłady w Sobiborze przeprowadzone przez okupantów niemieckich między 4 a 25 marca 1943 roku. Z obozu w Drancy pod Paryżem odprawiono wtedy cztery transporty, w których znalazło się około 4 tys. mężczyzn, kobiet i dzieci. Ocalało zaledwie jedenaścioro.

## Geneza
27 marca 1942 roku z okupowanej Francji odszedł pierwszy transport do obozu zagłady. Rząd Vichy starał się w miarę możliwości chronić przed deportacjami Żydów posiadających obywatelstwo francuskie, a jednocześnie aktywnie współpracował z Niemcami przy deportacjach Żydów obcego pochodzenia. Łącznie w latach 1942–1944 wywieziono z Francji około 76 tys. Żydów. Około jedna czwarta ofiar posiadała francuskie paszporty.
Żydów francuskich zazwyczaj mordowano w obozie Auschwitz-Birkenau, będącym głównym miejscem eksterminacji Żydów europejskich. W marcu 1943 roku Niemcy skierowali jednak kilka transportów do Sobiboru – jednego z trzech ośrodków zagłady utworzonych w ramach akcji „Reinhardt”. Prawdopodobnie decyzję tę podjęto ze względu na trudności, z którymi w tym okresie borykał się obóz oświęcimski: trwającą rozbudowę komór gazowych i krematoriów, wielką epidemię tyfusu, napływ licznych transportów z Grecji i getta Theresienstadt.

## Przebieg deportacji
W marcu 1943 roku z obozu przejściowego w Drancy pod Paryżem odeszły do Sobiboru cztery transporty, w których znalazło się około 4 tys. Żydów. Wśród deportowanych było m.in. 1182 obywateli francuskich, 1168 żydowskich emigrantów z Polski, żydowscy emigranci z Austrii, Niemiec, Holandii, Rosji, a nawet z Turcji i Holenderskich Indii Wschodnich. Dużą grupę ofiar stanowili mieszkańcy Marsylii, których Niemcy i ich francuscy kolaboranci zatrzymali pod koniec stycznia 1943 roku w wyniku operacji „Tiger”. 
| Nr transportu | Data wyjazdu | Liczba deportowanych | Uwagi |
| ------------- | ------------ | -------------------- | --- |
| 50.           | 4 marca      | 1024 osób            | Wśród deportowanych znalazło się 377 Żydów polskich, 268 niemieckich, 99 austriackich, 91 rosyjskich, 30 holenderskich. Pozostali byli prawdopodobnie obywatelami francuskimi. Większość deportowanych stanowili Żydzi z Marsylii, zazwyczaj nieposiadający francuskich paszportów, których zatrzymano pod koniec stycznia 1943 roku. |
| 51.           | 6 marca      | 999 osób             | Wśród deportowanych znalazło się 926 mężczyzn w wieku 16–65 lat, przywiezionych z obozów w Gurs i Nexon, a także 39 kobiet i 34 mężczyzn z obozu w Drancy. Dominowali wśród nich mieszkańcy Marsylii, zazwyczaj nieposiadający francuskich paszportów. |
| 52.           | 23 marca     | 1000 osób            | Wśród deportowanych znalazło się 640 mężczyzn i 360 kobiet. Dominowali wśród nich mieszkańcy Marsylii. Około 700 deportowanych posiadało obywatelstwo francuskie – większość pochodziła z francuskiej Algierii, pozostali zazwyczaj z Tunezji i Maroka. Był to pierwszy przypadek deportacji do obozu zagłady tak licznej grupy obywateli francuskich.                                                                                      |
| 53.           | 25 marca     | 1000 osób            | Wśród deportowanych znalazło się 580 Żydów francuskich, 114 polskich, 56 węgierskich, 49 rosyjskich oraz 29 niemieckich. Podobnie jak w przypadku poprzedniego transportu dominowali wśród nich mieszkańcy Marsylii pochodzący z francuskich kolonii w Afryce Północnej. W transporcie znalazła się także grupa mieszkańców Paryża zatrzymanych 11 lutego 1943 roku oraz kilkudziesięciu mieszkańców Lyonu zatrzymanych 9 lutego 1943 roku. |

Wszystkie francuskie transporty przechodziły selekcję w Lublinie, a według innych źródeł – na rampie kolejowej w Sobiborze. Niewielką liczbę Żydów, zazwyczaj mężczyzn zdolnych do pracy fizycznej, wyłączano wówczas z transportów i osadzano w obozie koncentracyjnym na Majdanku lub w obozie pracy na tzw. starym lotnisku w Lublinie (Flugplatz). Z ostatniego transportu wyselekcjonowano natomiast piętnastu więźniów do pracy w obozie sobiborskim. Spośród około czterech tysięcy Żydów deportowanych z Drancy do dystryktu lubelskiego wyzwolenia doczekało zaledwie jedenastu, przy czym spośród tych, których osadzono w samym Sobiborze, przeżyło tylko dwóch – Josef Duniec i Antonius Bardach (obaj pochodzili z Polski).
Fakt kierowania do Sobiboru transportów z Francji odnotowano w raportach wywiadu Armii Krajowej.